# ۱۸۸۳ (مجموعه تلویزیونی)
۱۸۸۳ یک مجموعه تلویزیونی ملو درام عاشقانه   است که توسط تیلور شریدان ساخته شده‌است. فصل اول این سریال در تاریخ ۱۹ دسامبر ۲۰۲۱ از پارامونت+ پخش شد. بازیگران این سریال تیم مک‌گرا، فیث هیل، سم الیوت، ایزابل می و مارک ریسمان می‌باشند.
همچنین این سریال پیش‌درآمدی می‌باشد از سریال یلواستون، خانوادهٔ داتونز که سریال ۱۸۸۳حول ماجرای سفر آنها به غرب وحشی برای یافتن زمین می‌چرخد در چند نسل آینده در سریال یلواستون به تصویر کشیده می‌شوند.
فصل اول شامل ۱۰ اپیزود می‌باشد که در تاریخ ۲۷ فوریه ۲۰۲۲ به پایان رسید.

## آینده مجموعه
شرکت پارامونت در ماه مه سال ۲۰۲۰ میلادی اعلام کرده که قرار است از مجموعه ۱۸۸۳، یک مجموعه اسپین آف با نام ۱۸۸۳: داستان بس ریوز ساخته شود.